# Linia kolejowa nr 516
Linia kolejowa nr 516 – jednotorowa, pierwszorzędna, zelektryfikowana linia kolejowa (łącznica) łącząca stację Białystok ze stacją Białystok Starosielce, leżącą na linii nr 38.
Pozwalała ona na bezpośredni przejazd w relacji Warszawa – Ełk bez konieczności zmiany kierunku na stacji Białystok.
Linia stała się nieprzejezdna w 2018 roku w wyniku inwestycji przeprowadzonej przez samorząd Białegostoku. W jej ramach dotychczasowy przejazd kolejowo-drogowy w ciągu ulicy Klepackiej na białostockich Starosielcach został zastąpiony tunelem drogowym. Inwestycja została zakończona w 2020 roku.
W 2024 roku linia została ponownie otwarta do ruchu w ramach remontu stacji Białystok